# Port lotniczy Onotoa
Port lotniczy Onotoa (ICAO: OOT, ICAO: NGON) – port lotniczy położony na atolu Onotoa, w Kiribati.